# Visnagar
Visnagar è una suddivisione dell'India, classificata come municipality, di 65.826 abitanti, situata nel distretto di Mehsana, nello stato federato del Gujarat. In base al numero di abitanti la città rientra nella classe II (da 50.000 a 99.999 persone).

## Geografia fisica
La città è situata a 23° 41' 60 N e 72° 32' 60 E e ha un'altitudine di 116 m s.l.m..

## Società

### Evoluzione demografica
Al censimento del 2001 la popolazione di Visnagar assommava a 65.826 persone, delle quali 35.065 maschi e 30.761 femmine. I bambini di età inferiore o uguale ai sei anni assommavano a 6.840, dei quali 4.005 maschi e 2.835 femmine. Infine, coloro che erano in grado di saper almeno leggere e scrivere erano 50.839, dei quali 28.876 maschi e 21.963 femmine.